# Pwo de l'Est
Le pwo de l'Est est une langue tibéto-birmane parlée dans l'est de la Birmanie dans l'État Karen.

## Répartition géographique
Le pwo de l'Est est parlé en Birmanie dans l'État Karen et dans les régions proches en Thaïlande.

## Classification interne
Le pwo de l'Est fait partie du groupe des langues karen, qui sont un des groupes constituant les langues tibéto-birmanes.

## Phonologie
Les tableaux montrent l'inventaire des phonèmes consonantiques et vocaliques du dialecte Tavoy du pwo de l'Est.

### Voyelles
|           | Antérieure | Centrale | Postérieure non arrondie | Postérieure arrondie |
| --------- | ---------- | -------- | ------------------------ | -------------------- |
| Fermée    | [i]        | [ɨ]      | [ɯ]                      | [u]                  |
| Mi-fermée | [e]        | [ɤ]      |                          | [o]                  |
| Ouverte   |            | [a]      |                          |                      |

### Consonnes
|              |              | Labiales | Interdent. | Alvéolaires | Alvéolaires | Vélaires | Uvulaires | Glottales |
| ------------ | ------------ | -------- | ---------- | ----------- | ----------- | -------- | --------- | --------- |
| Centrales    | Palatales    | Labiales | Interdent. |             |             | Vélaires | Uvulaires | Glottales |
| Occlusives   | Sourdes      | [p]      |            | [t]         |             | [k]      |           | [ʔ]       |
| Occlusives   | Aspirées     | [pʰ]     |            | [tʰ]        |             | [kʰ]     |           |           |
| Occlusives   | Sonores      | [b]      |            | [d]         |             |          |           |           |
| Fricatives   | Sourdes      |          | [θ]        |             | [ɕ]         | [ x]     |           |           |
| Fricatives   | Sonores      |          |            |             |             | [ɣ]      | [ʁ]       |           |
| Affriquées   | Sonores      |          |            |             | [t͡ɕ]        |          |           |           |
| Affriquées   | Aspirées     |          |            |             | [t͡ɕʰ]       |          |           |           |
| Nasales      | Nasales      | [m]      |            | [n]         |             |          |           |           |
| liquide      | liquide      |          |            | [l]         |             |          |           |           |
| Roulées      | Roulées      |          |            | [r]         |             |          |           |           |
| Semi-voyelle | Semi-voyelle | [w]      |            |             | [ j]        |          |           |           |

### Tons
Le pwo de l'Est est une langue tonale qui possède quatre tons, moyen, bas, haut-descendant et bas-descendant.

## Source
- (en) Kato Atsuhiko, « The phonological systems of three Pwo Karen dialects », Linguistics of the Tibeto-Burman Area, vol. 18, no 1,‎ 1995, p. 63-103 (lire en ligne)